# Juropa
Juropa was een beweging van jongeren voor politieke vernieuwing binnen de Duitstalige Gemeenschap in de Oostkantons in België, opgericht in 1998 toen België politiek op zijn kop stond naar aanleiding van de affaire-Dutroux en de daaropvolgende Witte Marsen, en de Agusta-affaire. De naam betekent Jung Europa, verwijzend naar het streven de Euregio-gedachte toe te passen op de Oostkantons en de omliggende gebieden.
In 2003 evolueerde de beweging naar de Parteilos Jugendliche Unabhängige (PJU) en zocht samenwerking met de Partei der deutschsprachigen Belgier, een regionalistische partij die in 1971 ontstond uit de Christliche Wählerunion. Sindsdien opereren beide in de fusiepartij PJU-PDB, die Europees is ingebed in de Europese Vrije Alliantie.